# Slangengif
Slangengif is een mengsel van weefselvernietigende stoffen in een waterige vloeistof die geproduceerd wordt door gifslangen. Het bijzondere van dit vergif is dat het bestaat uit zeer sterke proteïneases, beter bekend als eiwit(proteïne)-afbrekers.

## Soorten vergif
Het soort gif hangt samen met de werking of beter gezegd beschadiging die het aanbrengt. Ieder gif bestaat uit een eiwitopname-bevorderende stof (hyaluronidase) en een cocktail van proteïnases die vrijwel alle eiwitten afbreken, want slangengif dient net zoals spinnengif voornamelijk de spijsvertering. Hiernaast kennen slangen een aantal andere substanties die specifiekere functies hebben, samenhangend met de familie en er zijn ook tussenvormen en combinaties mogelijk. Het zijn stoffen die prooidieren doden, maar aangezien de meeste slangen kleine zoogdieren eten zijn deze vergiften vaak ook voor de mens gevaarlijk. De bekendste voorbeelden zijn:
- Neurotoxine; belemmert de impulsen van spieren, inclusief het hart.
- Hemotoxine; verdrijft zuurstof uit weefsels en met name het bloed.
- Cardiotoxine; valt spierimpulsen aan van specifiek het hart.

## Factoren
Er zijn vier factoren die van belang zijn bij het bepalen van de gevaarlijkheid van een slang als men er in het veld een tegen mocht komen. Het bepalen van de giftigste slangensoort is overigens weer een ander verhaal, gebaseerd op feiten of liever gezegd dodentallen. Behalve de sterkte van het gif c.q. effectiviteit zijn de andere drie factoren:
- De hoeveelheid binnengekregen gif; de giftigste slangen injecteren in de regel maar weinig gif, minder giftige slangen meestal veel meer.
- De agressiviteit van een slang; ratelslangen ratelen eerst en bijten pas later, maar de minder giftige watermoccasin (Agkistrodon piscivorus) bijt meteen, en achtervolgt zelfs mensen om ze meerdere malen te bijten.
- Derde factor is de medische toestand vóór de beet, zoals gezondheid, allergieën, gewicht, medicijnen et cetera, maar zeker ook het medisch handelen na de beet.

## Gifslangen in ons taalgebied
In Nederland en België komt slechts een enkele giftge soort voor: de (gewone) adder (Vipera berus). Deze soort is te herkennen aan het duidelijke zigzagpatroon op de rug en de driehoekige kop met meestal rode of oranje ogen en een enigszins verticale pupil. In Suriname leeft de Bothrops bilineatus, beter bekend als groene lanspuntslang. Hiernaast komen er nog 4 giftige slangen voor waaronder een ratelslangsoort, ook komen hier veel boa's en pythons voor, allemaal wurgslangen en niet giftig. Op Aruba, Curaçao en Bonaire komt de Arubaanse ratelslang (Crotalus durissus) voor, net zoals de groene lanspuntslang een adder-achtige.

## Symptomen
Het is ondoenlijk om alle mogelijke symptomen op te sommen, want het gif breekt voornamelijk in het hele lichaam eiwitten af; het is maar net wat het eerst stopt met werken. Is dat een rugspier, dan blijven de gevolgen te overzien, maar een gestopt hart of een longbloeding is uiteraard veel erger. De meest bekende symptomen zijn zweten, koortsgevoel, pijnen op iedere mogelijke plek, met name hoofdpijn en een gevoel van onbehagen veroorzaakt door een te hoge of lage bloeddruk. Bij in- en uitwendige bloedingen, algehele incontinentie, buiten bewustzijn raken en bloed opspuwen is er een probleem en dient er gehaast te worden, omdat als deze symptomen optreden het gif al verspreid is. Meestal is het in dit stadium al te laat; berucht is de beet van de taipan die een einde maakte aan het leven van de 20-jarige reptielkundige (herpetoloog) Kevin Budden in 1950, die juist op pad ging om een taipan te vangen.

## Bij een beet...
In Nederland wordt eens in de tien jaar iemand gedood door slangengif. De kans dat men in eigen land gebeten wordt door een gifslang is niet zo groot. Indien dit toch zou gebeuren:
- De slang doden met een lange stok ter determinatie is op zich geen slecht idee, ware het niet dat hierdoor juist een significant deel van alle fatale beten veroorzaakt wordt, doordat de slang meerdere keren bijt.
- Paniek, voedsel- en vochtopname en hard rennen doen de bloedsomloop en de werking van het gif versnellen en vergroten soms de impact.
- Het is een fabel dat elektriciteit het gif afbreekt, en men moet de wond zeker niet koelen of warm maken; dit verergert het effect alleen maar.
- Contact opnemen met de huisarts.
- Voor professionele hulpverleners is het Nationaal Vergiftigingen Informatie Centrum (NVIC) dag en nacht bereikbaar voor het leveren van tegengif in Nederland.[1]

## Bepaling giftigheid
De bepaling van de giftigheid van een stof wordt berekend met de LD50, hoewel deze methode ook wel enigszins omstreden is omdat de LD50, wat Lethal Dosis 50(%) betekent, de hoeveelheid van een stof die de dood van 50 procent van de proefdieren veroorzaakt in milligrammen aangeeft. Veel biologen echter vinden dat vergiften die op weefsels inwerken van een andere orde zijn dan chemische verbindingen; de kritiek richt zich wat betreft deze methode voor slangen op drie zaken:

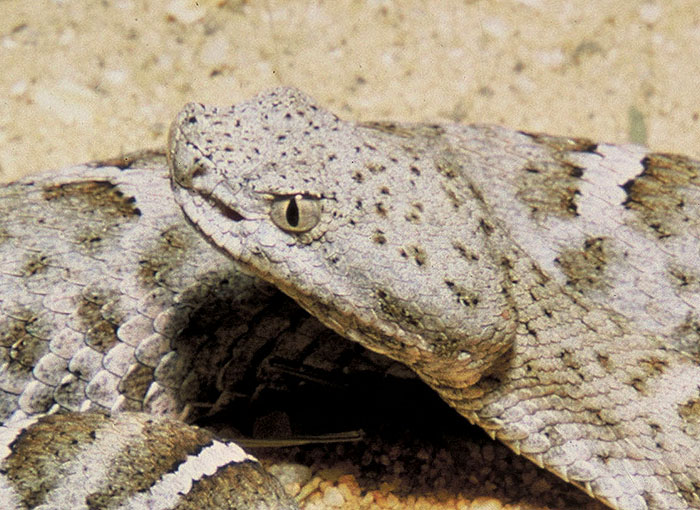
De kop van een ratelslang.

- ten eerste is de werking op ratten en muizen al heel verschillend, dus wat zegt het over de mens?
- slangengif is soms zeer soortspecifiek; de katslang kan een muis zo vaak bijten als mogelijk, deze leeft gewoon door terwijl een gekko na enkele minuten dood neervalt. Het zal duidelijk zijn dat de katslang een echte hagediseter (saurivoor) is.
- de factor tijdsduur is in dit soort proeven van belang; soms overlijdt een deel van de proefdieren pas enkele dagen later aan de gevolgen van de beet, maar houden alle LD50-waarden daar wel rekening mee? Zie ook 2) voor een diepere en slangenspecifieke uitleg.

Slechts enkele soorten zijn zo giftig dat een mens na een onbehandelde beet kan overlijden. Hoewel er veel overdreven verhalen zijn over gifslangen, is de allergiftigste waarschijnlijk de taipan (Oxyuranus); het gif is bijna duizend keer sterker dan de diamantratelslang (Crotalus adamanteus) en de dodelijkste, de zaagschubadder (Echis carinatus), die ieder jaar 50 mensen doodt. De spuwende cobra's, waarvan een dozijn soorten bestaan, zijn ook berucht; ze kunnen het gif, dat tijdelijke blindheid en hevige pijnen veroorzaakt, tot meters ver in iemands ogen spuwen. Een ander griezelig en bevestigd weetje is de mamba die in één enkele aanval 12 mensen doodde.

## Voetnoten
1. ↑  https://nvic.umcutrecht.nl/nl/contact